# Sandro Nicolas
Sandro Nicolas (születési nevén Alessandro Heinrich Rütten, művésznevén Sandro) (Heinsberg, 1996. október 4. –) amerikai–görög énekes. Ő fogja képviselni Ciprust a 2020-as Eurovíziós Dalfesztiválon Running című dalával.

## Magánélete
Sandro Németországban született és nőtt fel. Édesapja amerikai származású, míg és édesanyja görög származású. Anyanyelvi szinten beszél angolul, németül és görögül. 15 éves kortól fogva saját dalokat ír, emellett játszik dobon és gitáron is.

## Zenei karrierje
Először 2015-ben mutatta meg tehetségét a német Das Supertalentben, majd három évre rá, 2018-ban a The Voice német változatában, ahol egészen a párbajkörig jutott, ott viszont távozott a versenytől. 2019-ben az Amerikai Egyesült Államokat képviselte az orosz New Wave dalversenyen Szocsiban. Ettől kezdve használja Sandro művésznevét. 2019. november 29-én vált hivatalossá, hogy ő képviselte volna Ciprust az elkövetkezendő Eurovíziós Dalfesztivál, Running című dalával, azonban a koronavírus-járvány miatt a verseny elmaradt.

## Diszkográfia

### Kislemezek
- Running (2020)